# Хамид Эль-Шаери
Хамид Эль-Шаери (араб.  حميد الشاعري‎; род. 29 ноября 1961, Бенгази, Ливия) — египетский и ливийский певец и композитор, проживающий в Каире. Он известен как ведущий представитель западной синт и арабской поп-музыки в Египте. Его самые известные песни включают «Law laki» («Если бы не ты») в исполнении Али Хемейды и «Jaljili», которую он спел сам.
19 февраля 2011 года Хамид Эль-Шаери осудил действия Муаммара Каддафи, правителя своей родной страны, против ливийского народа и обратился к египтянам с народным призывом помочь им.
У него четверо детей: две дочери, Набила и Нора Эль-Шаери, и два сына, Надим и Нух Эль-Шаери.
В 2017 году Pitchfork назвал его песню «Ayonha» «самым захватывающим треком» на седьмом релизе Habibi Funk.

## Дискография
- 1983 — Айонха ( Ayonha )
- 1984 — Рахил ( Raheel )
- 1986 — Акид ( Akeed )
- 1988 — Джанаат ( Janna )
- 1988 — Сенин ( Seneen )
- 1990 — Хекая ( Hekaya )
- 1990 — Шаабият Том. 1 ( Shaabiyat Vol. 1 )
- 1991 — Шара ( Shara )
- 1991 — Шаабият Том. 2 ( Shaabiyat Vol. 2 )
- 1991 — Инта Аль Насс Аль Эло - вместе с Шерин Уагди ( Inta Al Nass Al Helo - with Shereen Wagdi )
- 1991 — Кавахель ( Kawahel )
- 1991 — Халавейт Заман ( Halaweit Zaman )
- 1993 — Левин ( Lewin )
- 1993 — Хоуду' Мо'акат ( Houdou' Mo'aqat )
- 1993 — Ишр Аль Бундук' ( Ishr Al Bondok )
- 1995 — Садик ( Sadeeq )
- 1995 — Вахаштина Я Шадиа ( Wahashtina Ya Shadia )
- 1996 — Аляутак Я Фаузи ( Halawtak Ya Fawzi )
- 1996 — Хайартуна ( Hayartouna )
- 1997 — Шаабият Том. 3 ( Shaabiyat Vol. 3 )
- 1997 — Эйни ( Ainy )
- 1997 — Иштакналком ( Ishtaknalkom )
- 1998 — Теганнин Я Фарид ( Tegannin Ya Farid )
- 1999 — Баэеббик Я Файруз ( Bahebbik Ya Fairuz )
- 2000 — Газали ( Ghazaly )
- 2006 — Ро Эль Самара ( Roh El Samara )